# Pinion Pines
Pinion Pines est une census-designated place du comté de Mohave, dans l'État de l'Arizona, aux États-Unis. En 2020, elle compte une population de 158 habitants.